# Равеел, Роже
Роже Равеел (нидерл. Roger Raveel; 15 июля 1921, Махелен-ан-де-Лейе — 30 января 2013, Дейнзе) — фламандский художник-постэкспрессионист. Также занимался керамикой. Его произведения искусства сравниваются с поп-артом. Источниками вдохновения для Равеела была повседневная жизнь, круг его знакомых, рутинные события человеческого существования.

## Биография
Равеел учился в Королевской академией изящных искусств города Гента. В 1960—1973 годах преподавал в академии города Дейнзе. В 1995 году Равеел был посвящён в рыцари.
В 50-х годах Равеел познакомился с художниками художественной группы «КОБРА» через своего друга Хюго Клаусa. Равеел со своей стороны, хотел создать совершенно новое искусство.
В 1948 году он создал художественную группу ‘La Relève' в которую входили несколько других художников. Он рассматривал всё c другой точки зрения. Благодаря новым технологиям его взгляд на мир изменился. Он пытался изобразить этот новый взгляд на мир в своём искусстве. Таким образом он создал необычайное искусство. В мире Равеела тень может быть белой, как тень ножки стола в работе «Стол с кофейником (1970)».
В 1955—1961 годах Равеел стал работать в стиле абстракционизма. В 1960—1962 годах Равеел был в научных командировках в Италии. В 1960-x годах он был одним из основателей Новой Фигурации. Художники Новой Фигурации по-новому взглянули на фигуративное искусство, а в частности — на фигуративность в живописи. Это была попытка обновить фигуративную живопись без использования паттернов реализма.

## Характеристики стиля
Стиль Равеела характеризуется смешением абстракционизма и фигуративизма. Таким образом он, например, рисует фламандский сад, а в этом саду он также рисует белый квадрат (белый квадрат считается автографом Равеела). Эти белые поверхности обозначают пустые пространства или отсутствие. Таким образом он изображает движения пятнами, так как невозможно изобразить двигающий объект ясной репродукцией этого объектa. Можно сказать, что Роже Равеел одним из первых, который занимался живописью действия. Равеел хотел изобразить душу человека, которая становится временем и пространством и в конце концов душа человека исчезает и становится белой пустотой. Вот почему он часто использует зеркала в своих работах, так что окружающая среда могла стать частью его работы. Он сделал это например в работе «Тележка, чтобы перевозить небо (1968)».
Равеел был не только живописцем, но и графиком. В 1984 году были изданы 33 гравюры Книги Бытия, вместе с 33 соответствующими стихотворениями Хюго Клауса. Равеел также создал многочисленные произведения керамики.

## Музей
С 1999 года у Равеелa собственный музей в родном городе «Махелен-аан-де-лейе». Этот музей был построен по проекту архитектора Стефана Беела и располагается в двух корпусах — восстановленном старом и новом. В новой части находится основная часть коллекции Равеела. В музее произведения находятся в хронологическом порядке и демонстрируют эволюцию в работах художника. В старой части организуют различные выставки. В 2010 году Роже Равеел выразил своё уважение к своей умершей жене: в музее посетители могли увидеть картины и рисунки художника c изображением Зюлмы, жены Роже Равеела и его любимой модели.

## Личная жизнь художника
В мае 2009 году Роже Равеел потерял свою жену и музу Зюлму. Она умерла в возрасте 96 лет. В декабре 2009 году у Равеела появилась новая любовь, Марлеен Де Мур, учительница начальной школы, с которой художник вступил в брак 3 февраля 2011 года.
30 января 2013 года Роже Равеел умер от воспаления лёгких в больнице города Дейнзе.

## Премии и титулы
Роже Равеел получил несколько важныx премий не только национального, но и международного уровня.

## Творчество: Картины
- Из моего сада (Vanuit mijn tuin) — 1949 г.
- Жёлтый мужчина с корзиной (Gele man met karretje) — 1952 г.
- Мужчина с жёлтой шапкой (Man met gele pet) — 1952 г.
- Мужчина с железной проволокой в саду (Man met ijzerdraad in tuin) — 1953 г.
- Задумавшийся фермер (Dubbende boer) — 1953 г. до 1956 г.
- Бык (Stier) — 1957 г.
- Картофелекопатель (Aardappelrooimachine) — 1957 г.
- Краснозём (Rode Aarde) — 1959 г. до 1960 г.
- Мой сад (Mijn tuin) — 1962 г.
- Окно (Het venster) — 1962 г.
- Вспоминание о смертном ложе моей матери (Herinnering aan het sterfbed van mijn moeder) — 1965 г.
- Группа иллюзии (Illusiegroep) — 1965 г. до 1967 г.
- Тележка, чтобы перевозить небо (Karretje om de hemel te vervoeren) — 1968 г.
- Отец перед картиной окна (Vader voor het vensterschilderij) — 1972 г.
- Автопортрет с картиной (Zelfportret met schilderij) — 1974 г.
- 10 мая 1944, момент без конца (10 mei 1944, een moment zonder einde) — 1983 г. до 1988 г.
- Овечка терпеливо оплакивает на полное счастье на убой (Het lam treurt geduldig naar zijn ultiem geluk op de slachtbank) — 1988 г.
- Могила Перната (Het graf van Pernath) — 1994 г.
- Самоанализ (Zelfbeschouwing) — 2002 г.